# واين بيرس
واين بيرس (بالإنجليزية: Wayne Pearce)‏ هو لاعب دوري الرغبي أسترالي، ولد في 29 مارس 1960 في سيدني في أستراليا.